# Birma op de Olympische Zomerspelen 1952
Birma nam deel aan de Olympische Zomerspelen 1952 in Helsinki, Finland. Ook op de tweede editie werden geen medailles gewonnen.

## Deelnemers en resultaten
(m) = mannen, (v) = vrouwen 

### Boksen
| Olympiër       | Discipline  | Resultaat | Prestatie                                                  |
| -------------- | ----------- | --------- | ---------------------------------------------------------- |
| Basil Thompson | -51kg (m)   | 15e       | 1ste ronde: V van PHI Asuncion: knock-out                  |
| Kyar Ba Nyein  | -54kg (m)   | 17e       | 1ste ronde: V van POL Drogosz: 0-3                         |
| Stanley Majid  | -63,5kg (m) | 17e       | 1ste ronde: vrij 2de ronde: V van FIN Mallenius: knock-out |

### Gewichtheffen
| Olympiër      | Discipline  | Resultaat | Prestatie                                                                               |
| ------------- | ----------- | --------- | --------------------------------------------------------------------------------------- |
| Nil Tun Maung | -60kg (m)   | 14e       | drukken: 7de met 90kg trekken: 17de met 87,5kg stoten: 14de met 117,5kg totaal: 295kg   |
| Nil Kyaw Yin  | -67,5kg (m) | 14e       | drukken: 21ste met 87,5kg trekken: 15de met 97,5kg stoten: 11de met 125kg totaal: 310kg |

Argentinië · Australië · Bahama's · België · Bermuda · Birma · Brazilië · Brits-Guiana · Bulgarije · Canada · Ceylon · Chili · China · Cuba · Denemarken · Duitsland · Egypte · Filipijnen · Finland · Frankrijk · Goudkust · Griekenland · Groot-Brittannië · Guatemala · Hongarije · Hongkong · Ierland · IJsland · India · Indonesië · Iran · Israël · Italië · Jamaica · Japan · Joegoslavië · Libanon · Liechtenstein · Luxemburg · Mexico · Monaco · Nederland · Nederlandse Antillen · Nieuw-Zeeland · Nigeria · Noorwegen · Oostenrijk · Pakistan · Panama · Polen · Portugal · Puerto Rico · Roemenië · Saarland · Singapore ·  Sovjet-Unie · Spanje · Thailand · Trinidad en Tobago · Tsjecho-Slowakije · Turkije · Uruguay · Venezuela · Verenigde Staten · Vietnam · Zuid-Afrika · Zuid-Korea · Zweden · Zwitserland